# Superpuchar Białorusi w piłce siatkowej mężczyzn (2019)
Superpuchar Białorusi w piłce siatkowej mężczyzn 2019 – trzecia edycja rozgrywek o Superpuchar Białorusi rozegrana 4 października 2019 roku w kompleksie sportowym "Trest Szachtaspiecbud" w Soligorsku. W meczu o Superpuchar udział wzięły dwa kluby: mistrz i zdobywca Pucharu Białorusi w sezonie 2018/2019 - Szachcior Soligorsk oraz finalista Pucharu Białorusi 2018 - Stroitiel Mińsk.
Po raz drugi zdobywcą Superpucharu Białorusi został klub Szachcior Soligorsk. Najlepszym zawodnikiem spotkania wybrany został Wiaczasłau Czarapowicz.

## Drużyny uczestniczące
| Drużyna             | Osiągnięcia w sezonie 2018/19            |
| ------------------- | ---------------------------------------- |
| Szachcior Soligorsk | mistrzostwo i zdobycie Pucharu Białorusi |
| Stroitiel Mińsk     | finał Pucharu Białorusi                  |

## Mecz
Piątek, 4 października 2019 – 18:00 (UTC+3) • Kompleks sportowy "Trest Szachtaspiecbud", Soligorsk
Widzów: 1754
Czas trwania meczu: 125 minut
Sędziowie: Andrej Karpienka i Barys Pylenok
| Szachcior Soligorsk           | 3:1                                 | Stroitiel Mińsk                                    |
| Wiaczasłau Czarapowicz 24 pkt | (22:25, 28:26, 25:19, 25:14) raport | Vinicius Dos Santos 15 pkt Arciom Kudraszou 15 pkt |

| Poz.                 | Nr | Zawodnik               | 1           | 2           | 3           | 4           | 5 | Pkt |
| -------------------- | -- | ---------------------- | ----------- | ----------- | ----------- | ----------- | - | --- |
| P                    | 1  | Andrej Radziuk         | 5 dwa       | 6 trzy      | 5 dwa       | 6 trzy      |   | 19  |
| Ś                    | 8  | Wiaczasłau Szmat       | 9 sześć     |             |             | 4 pusty     |   | 1   |
| Ś                    | 13 | Iłla Burau             | 6 trzy      | 4 jeden     | 6 trzy      | 4 jeden     |   | 4   |
| A                    | 15 | Wołodymyr Tewkun       | 7 cztery    |             |             | 4 pusty     |   | 1   |
| P                    | 18 | Aleh Chmialeuski       | 8 pięć      | 9 sześć     | 8 pięć      | 9 sześć     |   | 8   |
| R                    | 21 | Alaksiej Kurasz        | 4 jeden     | 5 dwa       | 4 jeden     | 5 dwa       |   | 1   |
| L                    | 14 | Andriej Marczenko      | L           | L           | L           | L           |   |     |
| Zmiany               |    |                        |             |             |             |             |   |     |
| A                    | 6  | Uładzisłau Babkiewicz  | 30 zmiana21 | 30 zmiana21 | 30 zmiana21 | 30 zmiana21 |   |     |
| Ś                    | 18 | Maksim Szkredau        |             | 7 cztery    | 9 sześć     | 7 cztery    |   | 6   |
| A                    | 19 | Wiaczasłau Czarapowicz | 24 zmiana15 | 8 pięć      | 7 cztery    | 8 pięć      |   | 24  |
| P                    | 23 | Danilo Pavlović        |             | 26 zmiana17 |             | 4 pusty     |   | 3   |
| P                    | 24 | Maksim Bahatka         | 17 zmiana8  |             |             | 22 zmiana13 |   |     |
| L                    | 22 | Stanisłau Zabarouski   | L           | L           | L           | L           |   |     |
| Nie weszli na boisko |    |                        |             |             |             |             |   |     |
| R                    | 16 | Dzmitryj Wasz          |             |             |             | 4 pusty     |   |     |
| Trener               |    |                        |             |             |             |             |   |     |
| Wiktar Bieksza       |    |                        |             |             |             |             |   |     |

| Poz.                  | Nr | Zawodnik                | 1        | 2        | 3           | 4           | 5 | Pkt |
| --------------------- | -- | ----------------------- | -------- | -------- | ----------- | ----------- | - | --- |
| A                     | 1  | Arciom Kudraszou        | 8 pięć   | 8 pięć   | 8 pięć      | 8 pięć      |   | 15  |
| Ś                     | 7  | Raman Pasawiec          | 4 jeden  | 4 jeden  | 4 jeden     | 4 pusty     |   | 5   |
| P                     | 10 | Vinicius Dos Santos     | 9 sześć  | 9 sześć  | 9 sześć     | 6 trzy      |   | 15  |
| P                     | 14 | Uładzisłau Dawyskiba    | 6 trzy   | 6 trzy   | 6 trzy      | 9 sześć     |   | 13  |
| R                     | 15 | Kanstancin Ciuszkiewicz | 5 dwa    | 5 dwa    | 5 dwa       | 5 dwa       |   | 2   |
| Ś                     | 18 | Wadzim Prańko           | 7 cztery | 7 cztery | 7 cztery    | 4 jeden     |   | 5   |
| L                     | 20 | Maksim Budziuchin       | L        | L        | L           | L           |   |     |
| Zmiany                |    |                         |          |          |             |             |   |     |
| P                     | 4  | Siarhiej Antanowicz     |          |          | 23 zmiana14 | 23 zmiana14 |   | 1   |
| R                     | 5  | Wołodymyr Kowalczuk     |          |          | 24 zmiana15 | 4 pusty     |   |     |
| Ś                     | 8  | Alaksiej Kamar          |          |          | 27 zmiana18 | 7 cztery    |   | 4   |
| Ś                     | 19 | Kanstancin Panasienko   |          |          |             | 10 zmiana1  |   | 2   |
| Nie weszli na boisko  |    |                         |          |          |             |             |   |     |
| P                     | 3  | Juryj Martynau          |          |          |             | 4 pusty     |   |     |
| A                     | 6  | Siarhiej Akulicz        |          |          |             | 4 pusty     |   |     |
| L                     | 9  | Anton Sinhajeuski       |          |          |             | 4 pusty     |   |     |
| Trener                |    |                         |          |          |             |             |   |     |
| Alaksandr Sinhajeuski |    |                         |          |          |             |             |   |     |

## Statystyki meczowe
| SZA | STATYSTYKI        | STR |
| 100 | MAŁE PUNKTY       | 84  |
| 59  | ATAK              | 48  |
| 5   | BLOK              | 7   |
| 3   | SERWIS            | 7   |
| 33  | BŁĘDY PRZECIWNIKA | 22  |

## Wyjściowe ustawienie drużyn
| Kurasz Radziuk Burau Tewkun Chmialeuski Szmat Marczenko Pasawiec Ciuszkiewicz Dawyskiba Prańko Kudraszou Dos Santos Budziuchin |